# Käthe von Schuch
Kät(h)e von Schuch-Schmidt, nascuda Katharine Johanna Henriette Wilhelmine Clementine Schuch (Dresden (Saxònia), 18 de març,e 1885 - Munic (Baviera), 17 de juliol, 1973), va ser una soprano alemanya.
Käthe von Schuch va créixer amb els seus pares, el director d'orquestra Ernst von Schuch i la cantant d'òpera Clementine Von Schuch-Proska, a Niederlößnitz (avui districte de Radebeul) a Schuchstrasse 15/17. Era germana de la soprano de coloratura Liesel Schuch-Ganzel i del violoncel·lista Hans von Schuch.
Schuch va ser contractada com a cantant d'òpera de la cort a Dessau de 1910 a 1912, després de la qual cosa va aparèixer com a cantant de concert. Després del seu matrimoni també va ser coneguda com a Käte von Schuch-Schmidt o Käthe Schmidt.